# Tim Erixon
Tim Carl Erixon (ur. 24 lutego 1991 w Port Chester w hrabstwie Westchester, stan Nowy Jork, USA) – szwedzki hokeista. Reprezentant Szwecji.
Jego ojciec Jan Erixon (ur. 1962) także był hokeistą, również wychowankiem Skellefteå i również występował w lidze NHL w zespole New York Rangers (dziesięć sezonów). W tym czasie w Stanach Zjednoczonych urodził się Tim, który tak jak ojciec występuje z numerem 20.

## Kariera
- Skellefteå J18 (2005-2009)
  -  Västerbotten (2006)
- Skellefteå J20 (2006-2009)
- Skellefteå (2008-2011)
  -  Malmö Redhawks (2009)
- New York Rangers (2011-2012)
  -  Connecticut Whale (2011-2012)
- Springfield Falcons (od 2012)
- Columbus Blue Jackets (2013-2014)
- Chicago Blackhawks (2014)
- Toronto Maple Leafs (2015-2015)
- Wilkes-Barre/Scranton Penguins (2015-2017)
- Binghamton Devils (2017)
- Springfield Thunderbirds (2017-2018)
- Wilkes-Barre/Scranton Penguins (2018-2019)
- Växjö Lakers (2019-2021)
- Timrå IK (2021-)

Wychowanek Skellefteå AIK. W drafcie NHL z 2009 został wybrany przez Calgary Flames. Ponadto w KHL Junior Draft w 2010 wybrany przez Saławat Jułajew Ufa (runda 7, numer 186). W czerwcu 2011 roku prawa do niego nabył New York Rangers, w barwach którego występował w sezonie NHL (2011/2012). Jednocześnie był wielokrotnie przekazywany do zespołu farmerskiego, Connecticut Whale. W lipcu 2012 roku został zawodnikiem Columbus Blue Jackets. Trafił tam w ramach wymiany - wraz z nim do Columbus zostali przekazani jeszcze Brandon Dubinsky i Artiom Anisimow, a do Nowego Jorku Rick Nash i Steven Delisle. Od tego czasu przekazywany do farmy Springfield Falcons. Od stycznia 2013 po rozpoczęciu sezonu NHL (2012/2013) występuje w Columbus Blue Jackets. Od grudnia 2014 zawodnik Chicago Blackhawks. Od marca 2015 zawodnik Toronto Maple Leafs. Od lipca 2015 zawodnik Pittsburgh Penguins. W czerwcu 2016 przedłużył umowę o rok. Od 2015 do 2017 grał w klubie farmerskim, Wilkes-Barre/Scranton Penguins. We wrześniu 2017 był zawodnikiem New Jersey Devils. W październiku 2017 był zawodnikiem Binghamton Devils. Pod koniec tego miesiąca został graczem Springfield Thunderbirds. Od września 2019 ponownie reprezentował barwy. W czerwcu 2019 przeszedł do szwedzkiej drużyny Växjö Lakers Hockey. W maju 2021 ogłoszono jego odejście z klubu. W czerwcu 2021 został zawodnikiem Timrå IK.
Uczestniczył w turnieju mistrzostw świata w 2011, 2014.

## Sukcesy

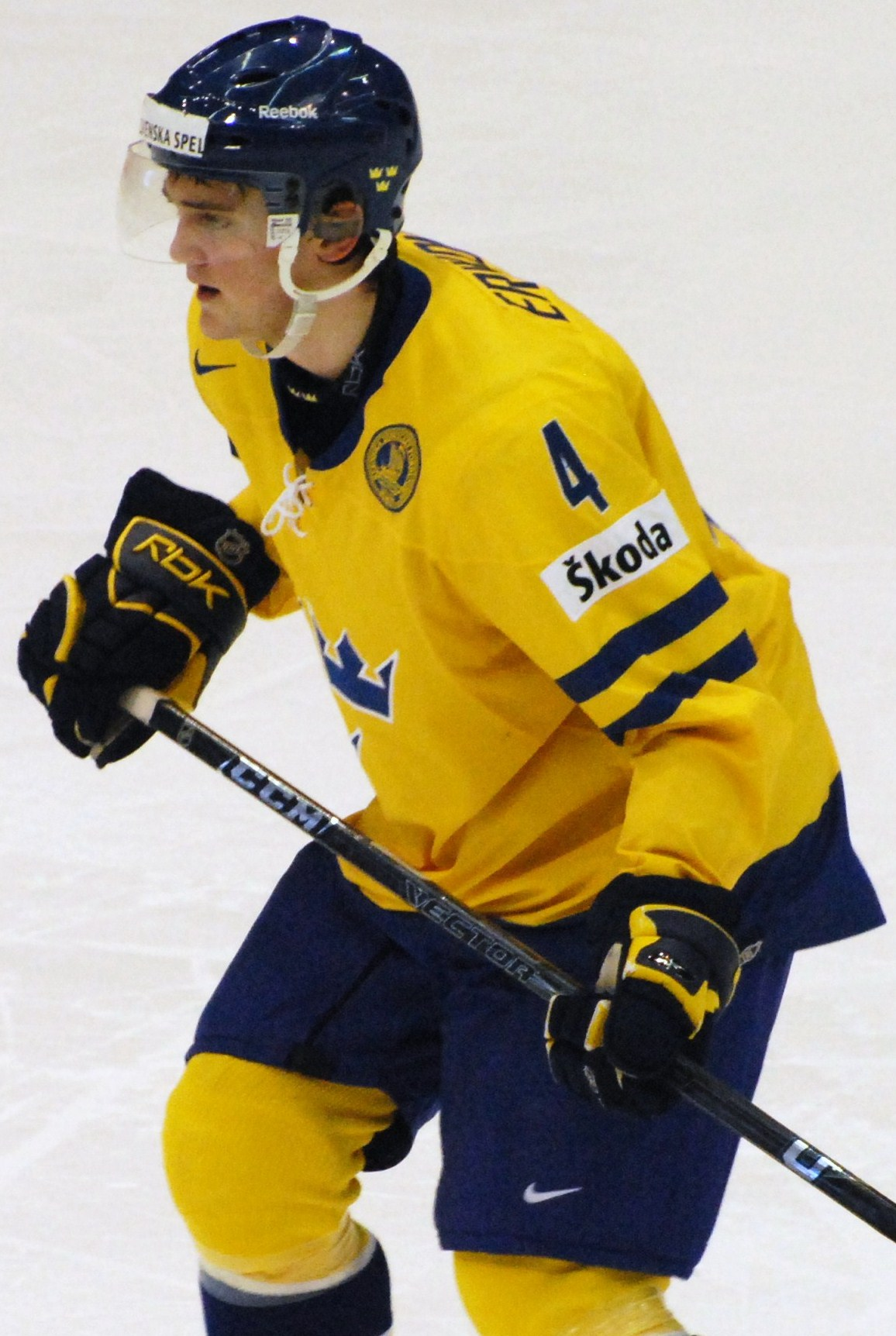
Tim Erixon w barwach Szwecji (2009)

Reprezentacyjne
- Srebrny medal mistrzostw świata juniorów do lat 20: 2009
- Brązowy medal mistrzostw świata juniorów do lat 20: 2010
- Srebrny medal mistrzostw świata: 2011
- Brązowy medal mistrzostw świata: 2014

Klubowe
- Srebrny medal mistrzostw Szwecji: 2011 ze Skellefteå

Indywidualne
- Mistrzostwa świata do lat 18 w hokeju na lodzie mężczyzn 2009/Elita:
  - Pierwsze miejsce w klasyfikacji strzelców wśród obrońców turnieju: 3 gole
  - Pierwsze miejsce w klasyfikacji kanadyjskiej wśród obrońców turnieju: 9 punktów[18]
  - Jeden z trzech najlepszych zawodników reprezentacji[19]
  - Skład gwiazd turnieju[20]
- Mistrzostwa Świata Juniorów w Hokeju na Lodzie 2009/Elita:
  - Jeden z trzech najlepszych zawodników reprezentacji
- Mistrzostwa Świata Juniorów w Hokeju na Lodzie 2011/Elita:
  - Jeden z trzech najlepszych zawodników reprezentacji[21]
- AHL 2012/2013: AHL All-Star Classic